# Sharaku (film)
Sharaku  è un film del 1995 diretto da Masahiro Shinoda, tratto dall'omonimo romanzo di Hiroko Minagawa sulla figura del pittore Tōshūsai Sharaku.
È stato presentato in concorso al 48º Festival di Cannes.

## Trama
Nel 1791 Jūrobei, un ex attore di teatro kabuki la cui carriera è stata stroncata quando un trampolo di bambù dell'attore protagonista lo ha storpiato per sempre, viene notato mentre passeggia per Yoshiwara da una troupe di artisti di strada capitatati da Okan, un'ex cortigiana che era tra il pubblico quando è avvenuto l'incidente, che lo prende sotto la sua ala protettrice, ribattezzandolo "libellula" (とんぼ?, tonbo).
Quando non assiste Okan e la sua troupe nelle loro esibizioni, Tonbo si dedica al disegno, per il quale si rende conto di possedere notevole talento. Notato da Tsutaya Jūzaburō, editore di noti pittori di ukiyo-e come Santō Kyōden, Utamaro, Ikugorō e il futuro Hokusai, e il cui mestiere è messo in difficoltà dopo il giro di vite contro le illustrazioni satiriche dovuto alle riforme del nuovo rōjū dell'Imperatore, Matsudaira Sadanobu, Tonbo troverà la sua rivincita tramite le stampe in cui ritrae impietosamente celebri attori sotto il nome di "Sharaku", attirandosi però inimicizie potenti nell'alta società di Edo.